# Margalida
Margalida – szczyt w Pirenejach. Leży w Hiszpanii, w prowincji Huesca, w regionie Aragonia, przy granicy z Francją. Należy do podgrupy "Benasque" w Pirenejach Centralnych.
Pierwszego wejścia dokonali Le Bondidier i JM Sansuc 29 lipca 1905 r.